# خوزه لوئیز زابالا
خوزه لوئیز زابالا (انگلیسی: José Luis Zabala; ۱۵ مهٔ ۱۸۹۸ – ۲۳ آوریل ۱۹۴۶) بازیکن فوتبال اهل اسپانیا بود.
از باشگاه‌هایی که در آن بازی کرده‌است می‌توان به باشگاه فوتبال اسپانیول، باشگاه فوتبال رئال اویدو، و باشگاه فوتبال والنسیا اشاره کرد.
وی همچنین در تیم ملی فوتبال اسپانیا بازی کرده‌است.